# Witold Chodźko
Witold Chodźko (Piotrków Trybunalski, 1 de novembro de 1875 — Lublin, 17 de janeiro de 1954) foi um neurologista, psiquiatra e ativista polonês.

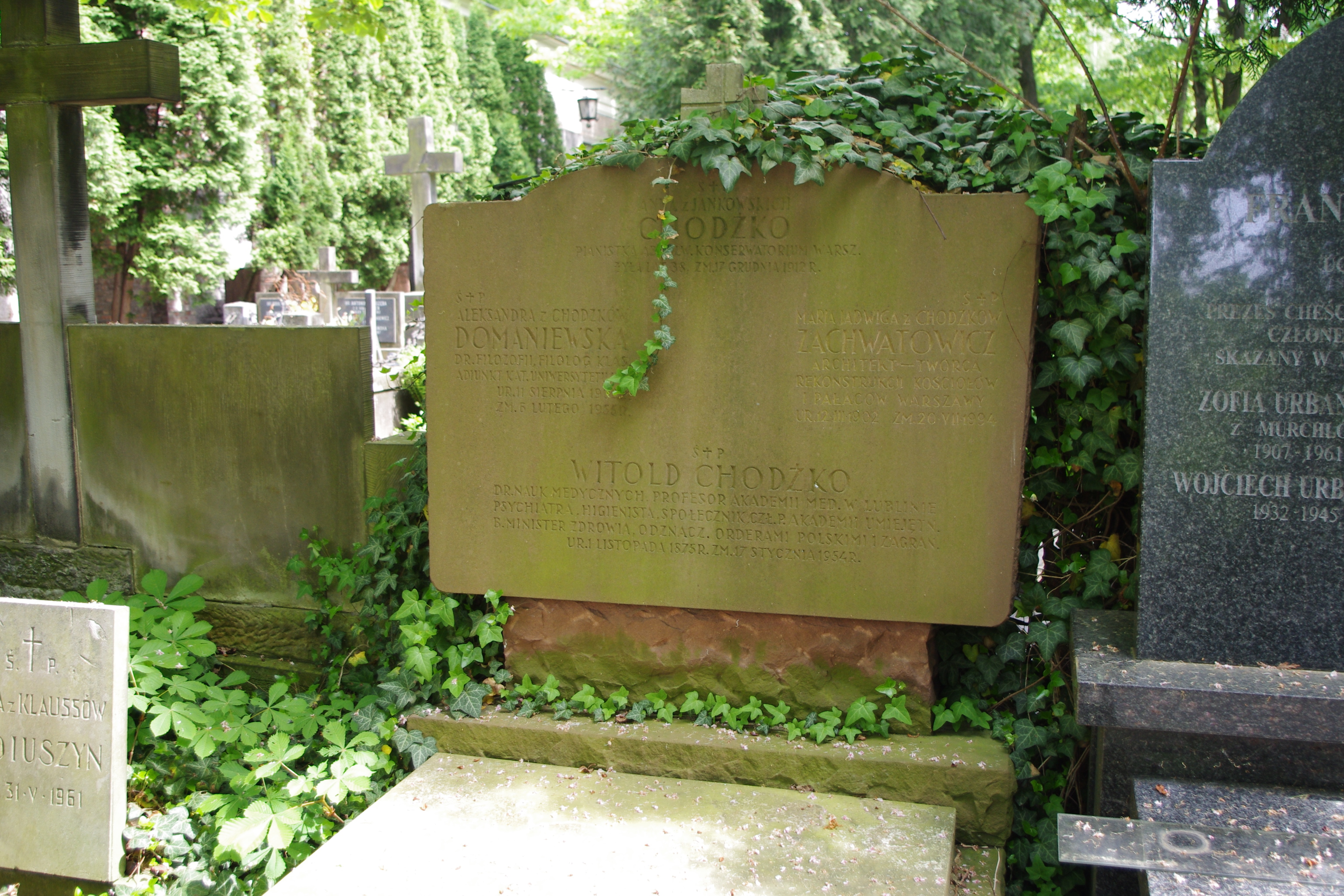
Sepultura de Witold Chodźko em Varsóvia